# Cotheniova medaile

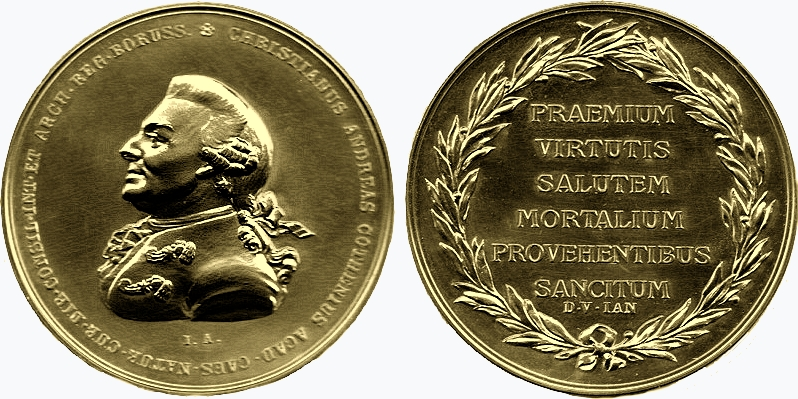
Cotheniova medaile

Cotheniova medaile (německy Cothenius-Medaille) je vědecké ocenění udělované od roku 1792 Německou akademií věd Leopoldina za celoživotní vědeckou práci. Je pojmenována po německém lékaři Christianu Andreasi Cotheniovi, z jehož z dědictví (1000 tolarů ve zlatě) byla financována. Od roku 1806 byla cena udělována za úspěchy v oblasti medicíny, od roku 1861 za přínos ke zlepšení lidského života. Od roku 1954 je obvykle udělována členům Leopoldiny.
Zlatá medaile nese Cotheniův portrét a nápis „Praemium virtutis salutem mortalium provehentibus sancitum“ (přibližně „Pocta těm, kteří podporují blaho smrtelníků“).

## Držitelé ocenění
- 1792: Cornelius Johann Voss, Georg von Wedekind, Gerhard Anton Gramberg
- 1795: Christoph Wilhelm Hufeland
- 1800: Franz Justus Frenzel, Heinrich Cotta
- 1806: August Heinrich Ferdinand Gutfeld, Christian Friedrich von Jäger
- 1861: Johann Ernst Falke
- 1864: Ernst Haeckel
- 1876: Wilhelm Haarmann, Gustav Kirchhoff, Giovanni Schiaparelli,

Fridolin von Sandberger, Ferdinand Tiemann, August Wilhelm Eichler, August Weismann,
Alexander Ecker, Carl Friedrich Wilhelm Ludwig
- 1877: Joseph Lister, 1. baron Lister
- 1878: Hugo Gyldén
- 1879: Wilhelm Eduard Weber
- 1880: August Michaelis, Friedrich Wöhler, Heinrich Robert Göppert
- 1881: Joachim Barrande
- 1882: Nathanael Pringsheim
- 1883: Franz Eilhard Schulze
- 1884: Rudolf Heidenhain
- 1885: Ludwig Lindenschmit starší
- 1886: Adolf Kußmaul
- 1887: Karl Weierstraß
- 1888: Julius von Hann
- 1889: Otto Wallach
- 1890: Dionys Stur
- 1891: Melchior Treub
- 1892: Gustaf Magnus Retzius
- 1893: Adolf Fick
- 1894: Karl von den Steinen, Hanns Bruno Geinitz
- 1895: Heinrich Ernst Beyrich
- 1895: Alphonse Laveran
- 1896: Robert von Sterneck
- 1897: Georg Quincke, Albert von Kölliker
- 1898: Emil Fischer
- 1899: Ferdinand Zirkel
- 1900: Joseph Dalton Hooker
- 1901: Carl Gegenbaur, Rudolf Virchow
- 1903: Ivan Petrovič Pavlov
- 1904: Alexander Supan
- 1905: Ernst von Leyden
- 1906: Georg von Neumayer, David Hilbert
- 1907: Wilhelm von Bezold
- 1908: Daniel Vorländer
- 1909: Viktor Uhlig
- 1910: Wilhelm Pfeffer
- 1911: Carl Chun
- 1912: Robert Tigerstedt
- 1913: Leonhard Schultze-Jena
- 1914: Emil Abderhalden
- 1916: Wilhelm von Waldeyer-Hartz
- 1922: Albert Wangerin
- 1925: Albrecht Penck, Hugo Eckener, Sven von Hedin
- 1934: Johannes Weigelt
- 1935: Hans Spemann, Otfried Foerster
- 1937: Armin Tschermak-Seysenegg, Dante de Blasi, Eugen Fischer,

George Barger, Franz Volhard, Max Le Blanc,
Paul Uhlenhuth, Richard Kuhn, Robert von Ostertag
- 1938: Erich Tschermak-Seysenegg
- 1939: Alfred Vogt
- 1941: Georg Sticker
- 1943: Hermann Rein
- 1944: Otto Hahn
- 1953: Karl Wilhelm Jötten
- 1960: Kurt Mothes, John C. Eccles
- 1966: Archibald Hill
- 1967: Karl Lohmann, Vladimir Engelhardt
- 1969: Helmut Hasse, Bartel Leendert van der Waerden, Pavel Alexandrov
- 1971: Friedrich Hund, Otto Kratky
- 1972: Erwin Reichenbach
- 1973: Albrecht Unsöld
- 1974: Viktor Hambarzumjan
- 1975: Ernst Ruska, Ilja Prigogine
- 1977: Wolfgang Gentner, Arnold Graffi
- 1980: Peter Friedrich Matzen, Wilhelm Jost
- 1983: Erna Lesky, Wolf von Engelhardt
- 1985: Hermann Flohn, Konrad Zuse
- 1987: Rostislaw Kaischew, Adolf Watznauer
- 1989: Heinz Bethge, Juergen Tonndorf, Bernard Katz
- 1991: Albert Eschenmoser, Heinz Röhrer
- 1993: Bernhard Hassenstein, Wolfgang Gerok
- 1995: Dietrich Schneider, Gottfried Möllenstedt, Wilhelm Doerr
- 1997: Otto Braun-Falco, Friedrich Hirzebruch
- 1999: Rudolf Rott, Dorothea Kuhn
- 2000: Hans Mohr
- 2001: Leopold Horner, Heinz Jagodzinski
- 2003: Ernst J. M. Helmreich, Benno Parthier, Andreas Oksche
- 2005: Hans Günter Schlegel, Alfred Gierer
- 2007: Klaus Wolff, Sigrid Peyerimhoff
- 2009: Karl Decker, Eduard Seidler
- 2011: Bert Hölldobler, Anna M. Wobus, Ulrich Wobus
- 2013: Gunter S. Fischer, Wolf Singer
- 2015: Herbert Gleiter, Otto Ludwig Lange
- 2017: Fritz Melchers, Joachim Trümper
- 2019: Klaus Müllen, Walter Neupert
- 2021: Rudolf K. Thauer, Werner Kühlbrandt
- 2023: Jürgen Troe
- 2024: Roger Goody